# Pidor Samoeun
Pidor Samoeun (20 maggio 1996) è un calciatore cambogiano, difensore del Svay Rieng.

## Carriera

### Club
Esordisce nel 2014 con il Svay Rieng.

### Nazionale
Esordisce in Nazionale nel 2015.